# Petelia purpurea
Petelia purpurea là một loài bướm đêm trong họ Geometridae.